# Campinas
Campinas là một đô thị ở bang São Paulo, Brasil.
Đô thị này có diện tích 797,6 km². Dân số năm 2004 khoảng 1.059.420 người, với 98% sống ở đô thị. Vùng đô thị Campinas có 19 thành phố với dân số 3,2 triệu người. Campinas cũng là trung tâm hành chính của tiểu vùng cùng tên với dân số 3,64 triệu dân và 49 thành phố. Campinas là thành phố lớn thứ 3 ở bang São Paulo, sau São Paulo (10.927.985 dân năm 2006) và Guarulhos (1.283.253 dân, ước tính năm 2006).